# Dotplot

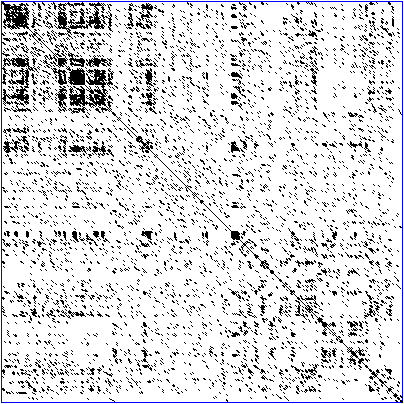
Ein DNA-Dotplot des menschlichen Zink-Finger Transkriptionsfaktors (GenBank ID NM_002383) zeigt regionale Selbst-Ähnlichkeiten.

Ein Dotplot (englisch für „Punktauftragung“) ist eine graphische Methode der Bioinformatik zwei biologische Sequenzen miteinander (oder eine Sequenz mit sich selbst) zu vergleichen. Dabei werden die Sequenzen auf die horizontale und vertikale Achse (oben und links) aufgetragen und Übereinstimmungen zwischen einer Zeile und Spalte an der entsprechenden Schnittstelle durch einen Punkt (englisch „dot“) markiert.
Der Dotplot dient der Auffindung von ähnlichen bzw. übereinstimmenden Regionen. Diese Darstellung wurde erstmals 1970 von Gibbs und McIntyre publiziert und wurde seitdem weiterentwickelt. Obwohl fast 50 Jahre alt, finden Dotplots noch immer Eingang in aktuelle Publikationen, wie z. B. bei der Analyse der epigenetischen Steuerung in Pflanzen.

## Interpretation
Auf dem Bild rechts ist eine DNA-Sequenz mit sich selbst verglichen worden. Neben der zu erwartenden, vollständigen Übereinstimmung der Sequenz, erkennbar durch die Diagonale (links oben nach rechts unten), ergeben sich noch weitere, regionale Ähnlichkeiten.
Eine Unterbrechung der Diagonalen mit nach unten oder rechts verschobener Fortsetzung würde Insertionen (z. B. Introns) bzw. Deletionen aufzeigen (hier nicht der Fall).
Linien außerhalb der Hauptdiagonalen stehen für ähnliche oder repetitive Einheiten.

## Programme zur Erzeugung von Dotplots
- ANACON – Kontaktanalyse von Dotplots.
- Dotlet – Programm zur Dotplot-Generierung.
- dotmatcher[3] – Teil der EMBOSS-suite, Webformular für die Dotplot-Generierung.
- Dotplot – kleines HTML5 Tool für den Unterricht fürü Dotplots von RNA-Sequenzen.
- dotplot – R Package für traditionelle oder ggplot Dotplots.
- Dotter[4] – Interaktives Standalone Tool zur Dotplot-Generierung in Linux.
- JDotter[5] – Java-Version von Dotter.
- Flexidot[6] – Python-basierte, Feature-reiche Dotplot-Suite für Generierung von  Dotplots.
- Gepard[7] – Interaktives Dotplot-Tool für die Generierung von Dotplots zum Vergleich ganzer Genome
- Genomdiff – Java Dotplot-Program für virale Genome.
- GenY – Webanwendung, in der Dotplots generiert werden können.
- lastz und laj – Programme für die Visualisierung von Genomalignments.
- seqinr – R Package für Dotplot-Generierung.
- SynMap – Web-basiertes Tool, um Dotplots für viele Genome zu generieren. Durch die Genomik-Plattform CoGe ist der Zugang zu einer umfangreichen Datenbank möglich.
- UGENE Dot Plot viewer (Memento vom 16. April 2016 im Internet Archive) – Open-Source-Software Dotplot.
- Grundlagenartikel zum Thema Dot-plots mit Referenzen und Beispielalgorithmen zur Erzeugung (in englischer Sprache), sowie einer stand-alone Software zur Erzeugung kleiner und mittler Dot-plots.